# Mecynostomum sanguineum
Mecynostomum sanguineum är en plattmaskart som först beskrevs av Beklemischev 1915.  Mecynostomum sanguineum ingår i släktet Mecynostomum och familjen Mecynostomidae.
Artens utbredningsområde är Norra Ishavet. Inga underarter finns listade i Catalogue of Life.